# Reşit Karabacak
Reşit Karabacak (ur. 5 lipca 1954 w Erzurum, zm. 19 listopada 2020 w Bursie) – turecki zapaśnik w stylu wolnym. Olimpijczyk z Los Angeles 1984, gdzie odpadł w eliminacjach w kategorii 82 kg.
Czwarty w mistrzostwach świata w 1977; piąty w 1983. Zdobył trzy brązowe medale w mistrzostwach Europy, w 1978, 1985 i 1987.  Złoty medal na igrzyskach śródziemnomorskich w 1983 i 1987.